# Mahonia ×media
Hybride
Parent  A  de l'hybridation 
  Mahonia japonica 
×

Parent B de l'hybridation 
  Mahonia lomariifolia 
Classification phylogénétique
Mahonia ×media est une espèce de plantes à fleurs de la famille des Berberidaceae. C'est un arbuste hybride de Mahonia, issue d'un croisement entre Mahonia lomariifolia et Mahonia japonica, tous deux originaires d'Asie. Il en existe plusieurs cultivars, tels que Mahonia ×media 'Charity' et Mahonia ×media 'Winter sun'.
Mahonia ×media, comme toutes les variétés originaires d'Asie, fleurit de novembre à fin janvier en longues grappes dressées au parfum de muguet, tandis que les variétés d'origine américaine (dont le plus commun est Mahonia aquifolium) fleurissent au printemps en petits bouquets au parfum de miel.

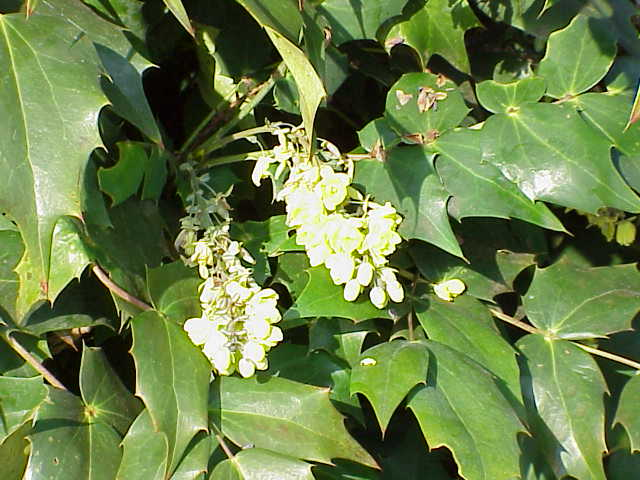
Mahonia japonica